# Открытый чемпионат Багамских Островов по теннису среди женщин
Открытый чемпионат Багамских островов по теннису среди женщин — профессиональный женский теннисный турнир. Играется на открытых кортах с хардовым покрытием.
Соревнования проводятся в багамском городе Нассау параллельно второй неделе турнира WTA в Индиан-Уэллсе.

## История турнира
Турнир организован в 2011-м году, как крупное соревнование ITF, проводящееся параллельно второй неделе турнира WTA в Индиан-Уэллсе.

## Финалисты разных лет

### Одиночный турнир
| Год  | Чемпионка         | Финалистка      | Счёт    |
| ---- | ----------------- | --------------- | ------- |
| 2012 | Александра Возняк | Ализе Корне     | 6-4 7-5 |
| 2011 | Анастасия Екимова | Анжелика Кербер | 6-3 6-2 |

### Парный турнир
| Год  | Чемпионки                          | Финалистки                      | Счёт           |
| ---- | ---------------------------------- | ------------------------------- | -------------- |
| 2012 | Жанетта Гусарова Каталин Мароши    | Ева Бирнерова Энн Кеотавонг     | 6-1 3-6 [10-6] |
| 2011 | Владимира Углиржова Натали Грандин | Ракель Копс-Джонс Абигейл Спирс | 6-4 6-2        |